# Señora de Hugh Hammersley

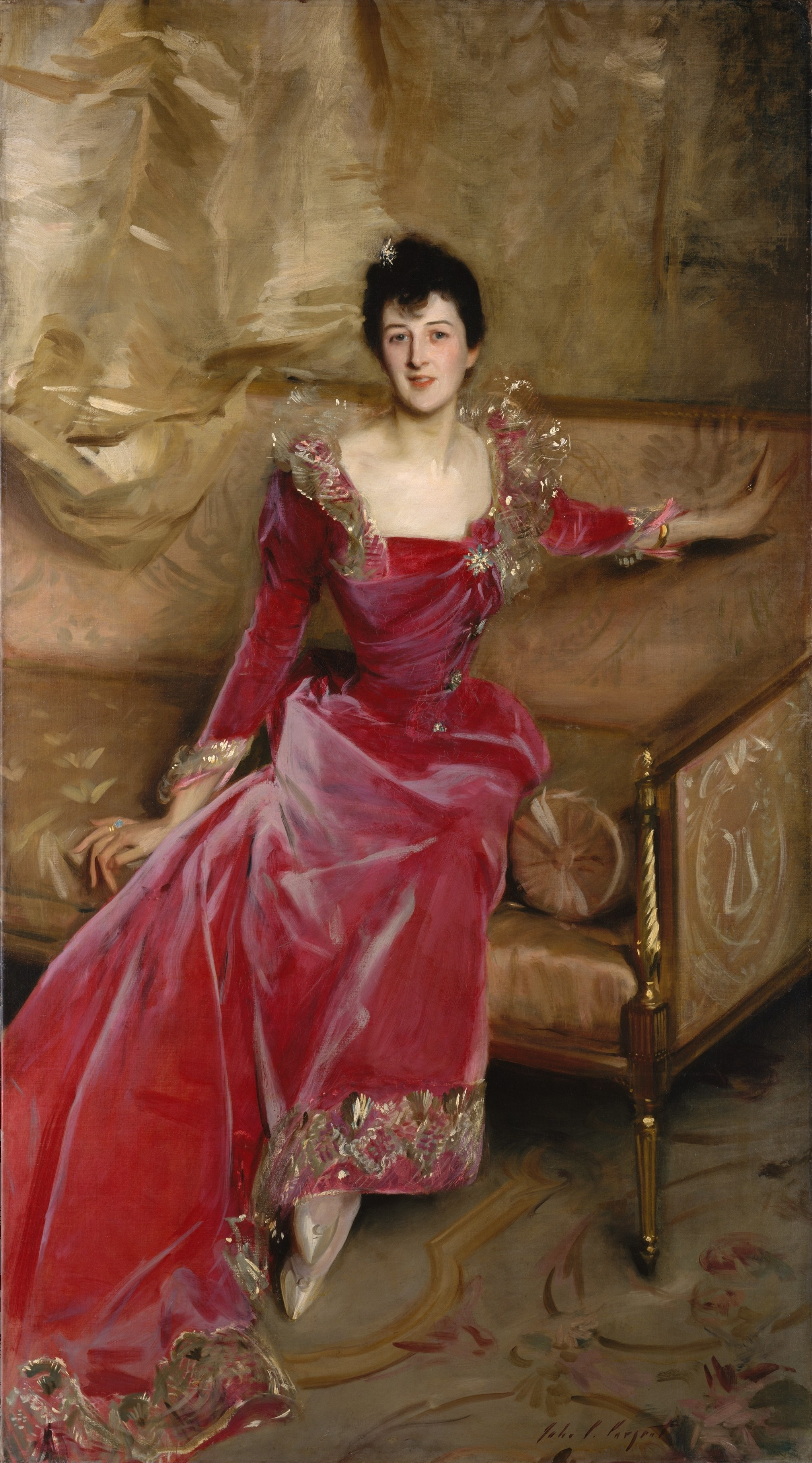
La señora Hammersley retratada por John Singer Sargent, 1892.

Señora de Hugh Hammersley es una pintura de 1892 de John Singer Sargent. Forma parte de la colección del Museo Metropolitano de Arte.

## Historia
El retrato representa a la Señora Hammersley, de soltera Mary Frances Grant (ca. 1863–ca. 1902), esposa de un banquero y anfitriona en Londres de moda. En el retrato, está delicadamente sentada en un sofá francés. Según el Museo Metropolitano de Arte:
"Su forma esbelta y la expresión sincera sugieren la capacidad de Sargent para caracterizar y halagar a la vez. Su vestido de terciopelo de seda con adornos dorados y el suntuoso encuadre anuncia su dominio de patrones y texturas diversos."
La pintura fue bien revisada cuando se exhibió en la New Gallery de Londres en 1893. Las críticas recibidas allí, y en el Salon de la Société Nationale des Beaux-Arts en París en 1894, parecieron perdonar definitivamente a Sargent su infame Madame X de 1884. La pintura es la primera de una serie de retratos de Sargent de damas inglesas glamurosas que culminarían con Las hermanas Wyndham: Lady Elcho, Mrs. Adeane, y Mrs. Tennant de 1899.

### Procedencia
Después de la muerte de la señora Hammersley en 1902, su marido conservó la pintura hasta 1923, cuando problemas financieros le obligaron a vender el trabajo. A  sugerencia del mismo Sargent, fue adquirido por Charles Deering (1852–1927), un estadounidense cuyo retrato Sargent había pintado en Newport, Rhode Island en 1876, y que recopilaba obras de Sargent.
La pintura es actualmente propiedad del Museo Metropolitano de Arte de Nueva York.